# 保亭花属
保亭花属（学名：Wenchengia）是唇形科下的一个属，为亚灌木植物。该属仅有保亭花（Wenchengia alternifolia）一种，分布于中国海南岛。